# Vatovlje
Vatovlje so naselje v Občini Divača.